# Vestibulando Digital
Vestibulando Digital foi uma série de videoaulas exibida pela TV Cultura, transmitida entre 2002 e 2004. Ela sucedeu a antiga série Vestibulando (TV Cultura). O Vestibulando Digital foi uma co-produção da Teleinternet, empresa dedicada à integração dos recursos da televisão com a Internet, e da TV Cultura. O programa era exibido, de segunda a sexta-feira, das 7h às 8h, com reprise na madrugada, entre 1h e 2h.

## Aulas
O programa Vestibulando Digital tinha duração de aproximadamente uma hora. Cada edição apresentava quatro aulas diferentes, cada uma com cerca de 15 minutos. O curso era composto de 260 aulas: 55 de Matemática, 55 de Português, 25 de História, 25 de Geografia, 25 de Biologia, 25 de Química, 25 de Inglês e 25 de Física. Além dessas aulas regulares, o estudante tinha mais 20 aulas de revisão, com a resolução comentada de exercícios.

## Disciplinas e Professores
Biologia: Profa. Elisa Rubini Cini
Geografia: Prof. Claudinei Perencin
Física: Prof. Wanys Arnaldo Antonio Rocha
Gramática: Profa. Sandra Franco
História: Prof. Clides Roberto de Moraes
Matemática: Prof. Enzo Carvalho Gonçalves
Matemática: Prof. Paulo Sergio Hofmann
Literatura: Profa. Edna Prado
Química: Profa. Simone Gerez Morgado
Redação: Profa. Sandra Franco
Inglês: Prof. Sidney de Campos

## Atualidade
O programa deixou de ser veiculado pela TV Cultura no final de 2004, mas as videoaulas podem ser encontradas na Internet.